# Macropophora accentifer
Macropophora accentifer är en skalbaggsart som först beskrevs av Olivier 1795.  Macropophora accentifer ingår i släktet Macropophora och familjen långhorningar.
Artens utbredningsområde är:
- Paraguay.
- Uruguay.

Inga underarter finns listade i Catalogue of Life.